# Haddock Films
Haddock Films es una empresa argentina dedicada a la producción y realización de cine, televisión, publicidad y contenidos audiovisuales con sede en la Ciudad de Buenos Aires. Fue fundada en el año 2006 y es dirigida por Vanessa Ragone.

Algunos de los proyectos de la empresa han sido realizados en coproducción, especialmente con otras compañías de América Latina, España y Francia.  Entre los más de veinte largometrajes producidos por Haddock Films está El secreto de sus ojos, de Juan José Campanella, que en 2010 obtuvo el Óscar a la mejor película en habla no inglesa.
Entre otros proyectos realizados en coproducción, se encuentra la película Caserón, ganadora de la edición 2017 del Concurso Binacional para el fomento de coproducción de largometraje del INCAA.
En 2020 Haddock Films produjo la miniserie documental original de Netflix Carmel: ¿Quién mató a María Marta? ,sobre uno de los crímenes más complejos de la historia policial argentina, obteniendo una enorme repercusión.
Un estudio sobre la producción cinematográfica argentina que analizó la gestión de 50 productoras y sus datos de 2009 consignó a Haddock Films como la que obtuvo el mayor porcentaje de recaudación (el 60 % del total recaudado), con sus tres películas estrenadas ese año.

## Filmografía
- 2006: Cara de queso, largometraje, dirigido por Ariel Winograd
- 2008: Paisito, largometraje, dirigido por Ana Díez
- 2009: El corredor nocturno, largometraje, dirigido por Gerardo Herrero
- 2009: Las viudas de los jueves, largometraje, dirigido por Marcelo Piñeyro
- 2009: El secreto de sus ojos,[15] largometraje, dirigido por Juan José Campanella
- 2010: Sin retorno, largometraje, dirigido por Miguel Cohan
- 2011: Todos tenemos un plan, largometraje, dirigido por Ana Piterbarg
- 2012: Boyando, miniserie,[16] 13 capítulos
- 2013: Tesis sobre un homicidio,[17] largometraje, dirigido por Hernán Goldfrid
- 2014: Betibú,[18][19] largometraje, dirigido por Miguel Cohan
- 2015: En viaje, miniserie,[16] 13 capítulos
- 2015: Eva no duerme,[16] largometraje, dirigido por Pablo Agüero
- 2016: Al final del túnel, largometraje, dirigido por Rodrigo Grande
- 2016: El último traje, largometraje, dirigido por Pablo Solarz
- 2017: La novia del desierto, largometraje, dirigido por Valeria Pivato y Cecilia Atán
- 2018: Yanka y el espíritu del volcán, largometraje, dirigido por Iván Abello
- 2018: Happy Hour, largometraje, dirigido por Eduardo Albergaria.[20]
- 2018: La noche de 12 años,[21] largometraje, dirigido por Álvaro Brechner[22]
- 2019: Impriman la leyenda, miniserie, 6 capítulos
- 2020: Carmel ¿quién mató a María Marta?, miniserie documental, dirigida por Alejandro Hartmann, 4 capítulos
- 2020: Crónica de una tormenta, largometraje, dirigido por Mariana Barassi
- 2021: Bitácoras, miniserie, 5 capítulos
- 2021: Archivo de la memoria trans, miniserie, 4 capítulos
- 2022: El fotógrafo y el cartero: El crimen de Cabezas, documental, dirigido por Alejandro Hartmann
- 2022: Un día en movimiento, documental, dirigido por Alejandro Hartmann y Ezequiel Hilbert
- 2023: Elena sabe, largometraje, dirigido por Anahí Berneri